# 里仁镇 (秀山县)
里仁乡，是中华人民共和国重庆市秀山土家族苗族自治县下辖的一个乡镇级行政单位。

## 行政区划
里仁乡下辖以下地区：
上川村、老鹰村、南庄村、板栗村和里仁村。